# 2160p
2160p es un nombre alternativo para la resolución 4K UHDTV. El número 2160 representa 2160 líneas horizontales de resolución de pantalla, mientras que la letra p significa barrido progresivo.

## Visión general
Tiene una resolución de 3840×2160 píxeles = 8.294.400 píxeles (8,2 megapíxeles). Tiene el doble de resolución lineal y cuatro veces la cantidad de píxeles de la resolución 1080p de la televisión de alta definición (HDTV) (una norma que también se conoce como Full HD), y tiene el triple de resolución lineal y nueve veces la cantidad de píxeles de la resolución 720p.

## Historia

### Predecesor
1080p es un nombre alternativo para la resolución máxima usada en la televisión de alta definición (HDTV)

### Sucesor
4320p es un nombre alternativo para la resolución 8K UHDV. El número 4320 representa 4320 líneas horizontales de resolución de pantalla, mientras que la letra p significa barrido progresivo.